# Stazione meteorologica di Rifredo Mugello

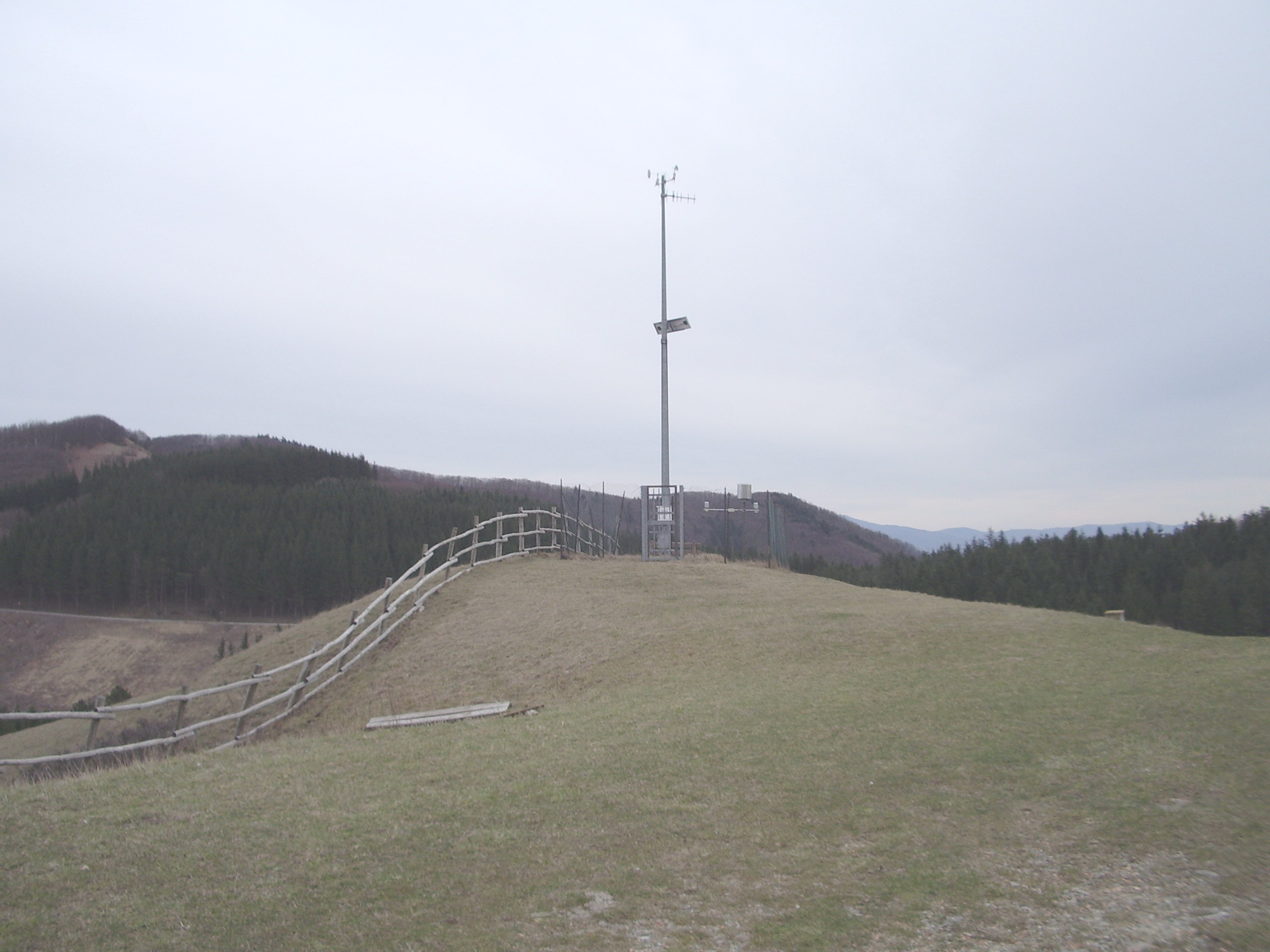
La stazione meteorologica di Rifredo Mugello sul Passo del Giogo

La stazione meteorologica di Rifredo Mugello è la stazione meteorologica di riferimento per l'organizzazione meteorologica mondiale relativa all'omonima area montana del Mugello, lungo il crinale fiorentino dell'Appennino Tosco-Emiliano.

## Caratteristiche
La stazione meteorologica, di tipo automatico DCP, si trova nell'Italia centrale, in provincia di Firenze, ai limiti meridionali del territorio comunale di Firenzuola, presso il valico appenninico del Passo del Giogo, poco a sud della frazione di Rifredo, a 887 metri s.l.m. e alle coordinate geografiche 44°02′50.04″N 11°23′15.73″E.
Originariamente gestita dall'Aeronautica Militare, dal 1998 ha ripreso a funzionare per l'Arsia Toscana dopo alcuni anni di inattività dovuta alla precedente dismissione.

## Medie climatiche ufficiali

### Dati climatologici 1951-1980
La media trentennale 1951-1980, che non si discosta in modo significativo da quella di riferimento climatico 1961-1990 stabilita dall'OMM, si registra una temperatura media del mese più freddo, gennaio, di +0,7 °C ed una temperatura media del mese più caldo, luglio, di +18,5 °C, mentre le precipitazioni medie annue risultano abbondanti e ben distribuite, con valori superiori ai 1.000 mm, con minimo estivo molto contenuto.
| Rifredo Mugello (1951-1980) | Mesi | Mesi | Mesi | Mesi | Mesi | Mesi | Mesi | Mesi | Mesi | Mesi | Mesi | Mesi | Stagioni | Stagioni | Stagioni | Stagioni | Anno  |
| Rifredo Mugello (1951-1980) | Gen  | Feb  | Mar  | Apr  | Mag  | Giu  | Lug  | Ago  | Set  | Ott  | Nov  | Dic  | Inv      | Pri      | Est      | Aut      | Anno  |
| --------------------------- | ---- | ---- | ---- | ---- | ---- | ---- | ---- | ---- | ---- | ---- | ---- | ---- | -------- | -------- | -------- | -------- | ----- |
| T. max. media (°C)          | 2,7  | 3,6  | 6,4  | 10,3 | 15,1 | 19,0 | 22,5 | 22,2 | 18,2 | 12,6 | 7,3  | 3,9  | 3,4      | 10,6     | 21,2     | 12,7     | 12,0  |
| T. media (°C)               | 0,7  | 1,5  | 3,8  | 7,3  | 11,8 | 15,5 | 18,5 | 18,3 | 14,9 | 10,1 | 5,4  | 2,1  | 1,4      | 7,6      | 17,4     | 10,1     | 9,2   |
| T. min. media (°C)          | −1,1 | −0,5 | 1,1  | 4,1  | 8,2  | 11,8 | 14,4 | 14,2 | 11,5 | 7,4  | 3,3  | 0,1  | −0,5     | 4,5      | 13,5     | 7,4      | 6,2   |
| Precipitazioni (mm)         | 85   | 83   | 88   | 99   | 82   | 68   | 44   | 59   | 97   | 114  | 145  | 119  | 287      | 269      | 171      | 356      | 1 083 |

## Valori estremi

### Temperature estreme mensili dal 1951 al 2009
Nella tabella sottostante sono riportate le temperature massime e minime assolute mensili, stagionali ed annuali dal 1951 al 2009, con il relativo anno in cui queste sono state registrate. Fino al 1983 la stazione è stata continuativamente attiva per il Servizio Meteorologico dell'Aeronautica Militare, dal 1998 nei suoi pressi ne è stata attivata un'altra dall'Arsia Toscana. Pur essendo situata soltanto ad alcune decine di metri dalla stazione originaria, quella attuale ha un'ubicazione che tende a far registrare valori di temperatura massima leggermente superiori in condizioni di cielo sereno rispetto a quelli rilevabili nell'originaria sede. La minima assoluta dell'intera serie storica di −15,0 °C è del gennaio 1979, mentre la massima assoluta del periodo esaminato di +33,6 °C è dell'agosto 1998 (quella precedente registrata presso l'originaria sede di +33,2 °C risaliva all'agosto 1966).
| Rifredo Mugello (1951-2009) | Mesi         | Mesi         | Mesi         | Mesi        | Mesi        | Mesi        | Mesi        | Mesi        | Mesi        | Mesi        | Mesi        | Mesi         | Stagioni | Stagioni | Stagioni | Stagioni | Anno  |
| Rifredo Mugello (1951-2009) | Gen          | Feb          | Mar          | Apr         | Mag         | Giu         | Lug         | Ago         | Set         | Ott         | Nov         | Dic          | Inv      | Pri      | Est      | Aut      | Anno  |
| --------------------------- | ------------ | ------------ | ------------ | ----------- | ----------- | ----------- | ----------- | ----------- | ----------- | ----------- | ----------- | ------------ | -------- | -------- | -------- | -------- | ----- |
| T. max. assoluta (°C)       | 14,8 (2000)  | 16,6 (1961)  | 23,1 (2001)  | 23,5 (2005) | 29,4 (2003) | 32,9 (2002) | 32,4 (1952) | 33,6 (1998) | 29,0 (2008) | 24,3 (1999) | 18,5 (2002) | 15,3 (1979)  | 16,6     | 29,4     | 33,6     | 29,0     | 33,6  |
| T. min. assoluta (°C)       | −15,0 (1979) | −14,8 (1956) | −12,4 (1971) | −4,2 (1973) | 0,3 (1962)  | 3,4 (2001)  | 6,4 (1970)  | 5,8 (1969)  | 3,3 (1977)  | −2,2 (1973) | −6,6 (1975) | −11,2 (1962) | −15,0    | −12,4    | 3,4      | −6,6     | −15,0 |